# Tore Hedin (ingenjör)
Tore Knut Albert Hedin, född 30 januari 1900 i Lidköping, död 4 oktober 1981 i Örebro, var en svensk ingenjör. 
Hedin avlade studentexamen i Skövde 1918 och utexaminerades från Kungliga Tekniska högskolan  1922. Han blev ingenjör vid Asea 1923, souschef vid Örebro Elektriska Aktiebolag 1925, disponent där från 1927 och var verkställande direktör för Kraftaktiebolaget Gullspång-Munkfors 1943–1965. Han var styrelseledamot i Svenska Vattenkraftföreningen (förste vice ordförande från 1957), Svenska Industriförbundets allmänna avdelning, SPP:s överstyrelse, Kraftaktiebolaget Gullspång-Munkfors och dess dotterbolag, Aktiebolaget Bergslagens gemensamma kraftförvaltning och närstående bolag, AGA och Skandinaviska bankens avdelningskontor i Örebro.
Tore Hedin var son till disponent John Hedin och Alice Lindmark. Han var far till Lars Hedin.